# Дільничний інспектор міліції
Дільни́чний інспе́ктор мілі́ції — посадова особа міліції громадської безпеки органів внутрішніх справ України до 7 листопада 2015 року.

## Посадові обов'язки
Основні завдання дільничного інспектора на адміністративній дільниці:
- надійний захист прав та законних інтересів громадян від злочинних посягань;
- проведення профілактичної роботи серед осіб, схильних до скоєння злочинів та інших правопорушень;
- забезпечення охорони громадського порядку;
- запобігання, припинення та розкриття злочинів;
- здійснення адміністративного нагляду за особами, до яких він встановлений;
- боротьба з алкоголізмом та наркоманією.